# J. Malucelli Futebol
J. Malucelli Futebol was een Braziliaanse voetbalclub uit de stad Curitiba in de staat Paraná.

## Geschiedenis
De club werd op 27 december 1994 opgericht als Clube Malutrom door de families Malucelli en Trombini. Malutrom is een porte-manteauwoord voor deze families. In 2000 bereikte de club de achtste finales van de Copa João Havelange en werd daar verslagen door Cruzeiro EC.
In 2005 werd de naam gewijzigd in J. Malucelli Futebol. In 2007 won de club de Copa Paraná. De club nam deel aan de Copa do Brasil 2009 en werd daar meteen uitgeschakeld door Guarani FC. Datzelfde jaar nam de club SC Corinthians Paranaense aan, de club werd genoemd naar SC Corinthians Paulista. Na drie jaar werd op 10 augustus 2012 opnieuw de naam J. Malucelli aangenomen. In 2017 degradeerde de club omdat ze 16 strafpunten kregen het voor opstellen van een niet speelgerechtigde speler, anders zouden ze vierde geëindigd zijn. Door financiële problemen werd de club in december van dat jaar ontbonden.

## Erelijst
Copa Paraná
2007